# D.H. Lawrence
David Herbert Lawrence (ur. 11 września 1885 w Eastwood, zm. 2 marca 1930 w Vence) – angielski pisarz, autor powieści, opowiadań, poezji, sztuk, esejów, książek podróżniczych, obrazów, tłumaczeń, tekstów krytyczno-literackich i korespondencji. W swoich dziełach zwracał się ku wnętrzu człowieka, chcąc znaleźć tę jego wewnętrzną część, która jest wolna od dyskryminacji społecznej.

## Życiorys
Studiował na University College Nottingham.
Zajmował się głównie tematem dehumanizującego wpływu nowoczesności i industrializacji. Doświadczył cenzury i dobrowolnej banicji z kraju.
Podjął otwartą walkę z pruderią. Opiewał erotyzm, używał wyrazów nieprzyzwoitych – krytycy uważają go za mistrza w opisywaniu przeżyć emocjonalnych, od narodzenia uczucia do jego fizycznego spełnienia i kulminacyjnego duchowego zespolenia. Jego powieść Kochanek lady Chatterley przedstawia jeden z pierwszych w europejskiej literaturze nowożytnej opis doznań kobiety w czasie współżycia z mężczyzną i wspólny orgazm.
Od 13 lipca 1914 do śmierci jego żoną była Frieda von Richthofen Weekley. Łączono go także z Williamem Henrym Hockingiem, Jessie Chambers oraz Alice Dax.
Zmarł wieku 44 lat na gruźlicę.

## Powieści
- Sons and Lovers (1913) (Synowie i kochankowie)
- The Rainbow (1915)
- Women in Love (1920) (Zakochane kobiety)
- Lady Chatterley's Lover (1928) (Kochanek lady Chatterley)